# Burja
Burja (bułg. Буря) – wieś w środkowej Bułgarii, w obwodzie Gabrowo, w gminie Sewliewo. Według danych Narodowego Instytutu Statystycznego, 31 grudnia 2011 roku wieś liczyła 222 mieszkańców.
W miejscowości znajduje się centrum kultury „Probuda” z muzeum etnograficznym. Znajduje się tu także pomnik Stefana Conewa – partyzanta.

## Historia
Za panowania imperium osmańskiego miejscowość nazywała się Chadżi Omer, później została przemianowana na Małkoczewo. Obecna nazwa została nadana w 1945 roku i oznacza ona dosłownie burzę.
Na południowo-wschodnim krańcu wsi znajduje się stary cmentarz z grobowcem (türbe) Małkocza baby, legendarnego patrona miejscowości.